# Народний комісаріат оборони СРСР
Народний комісаріат оборони СРСР — центральний орган державного управління військовою галуззю в СРСР в 1930—1940-і роки.

## Історія
У 1920-1930-х роках вищий військовий орган РРФСР /СРСР носив назву Народного комісаріату з військових і морських справ (рос. Наркомвоенмор).
20 червня 1934 Наркомвоєнмор СРСР був перетворений в загальносоюзний Народний комісаріат оборони СРСР (НКО СРСР). 30 грудня 1937 з нього був виділений Народний комісаріат військово-морського флоту СРСР (НКВМФ СРСР).
1 лютого 1944 у зв'язку з прийняттям Закону СРСР про створення військових формувань союзних республік НКО СРСР із загальносоюзного наркомату перетворюється в союзно-республіканський. В Україні був створений Народний комісаріат оборони УРСР.
25 лютого 1946 по Указу Президії Верховної Ради СРСР НКО СРСР злився з НК ВМФ СРСР в єдиний союзно-республіканський Народний Комісаріат Збройних Сил СРСР (НК ЗС СРСР). Під такою назвою центральний орган позначався в документах менше місяця, тому що відповідно до Закону СРСР від 15 березня 1946 року про перетворення Рад Народних Комісарів СРСР і союзних республік в Ради Міністрів його перейменували в Міністерство Збройних Сил СРСР (МЗС СРСР).
В 1946 Наркомат оборони УРСР стали називати Військовим міністерством УРСР, а з 1953 — Міністерством оборони УРСР. Республіканські військові формування в Україні так і не були створені.
Канцелярія наркома оборони України проіснувала до травня 1946 року.
Наркомат, а згодом Міністерство оборони УРСР далі існувало лише рядком у Конституція УРСР, аж до 1978 р., коли даний рядок прибрали.
У лютому 1950 року був проведений розділ МЗС СРСР на Військове та Військово-морське міністерства СРСР. У березні 1953 року відбулося повторне об'єднання цих відомств під назвою «Міністерство оборони СРСР». Міністерство здійснювало управління усіма родами військ СРСР за винятком Прикордонних військ (підпорядковувалися КДБ СРСР) та Внутрішніх військ (підпорядковувалися МВС СРСР).